# 坂祝町

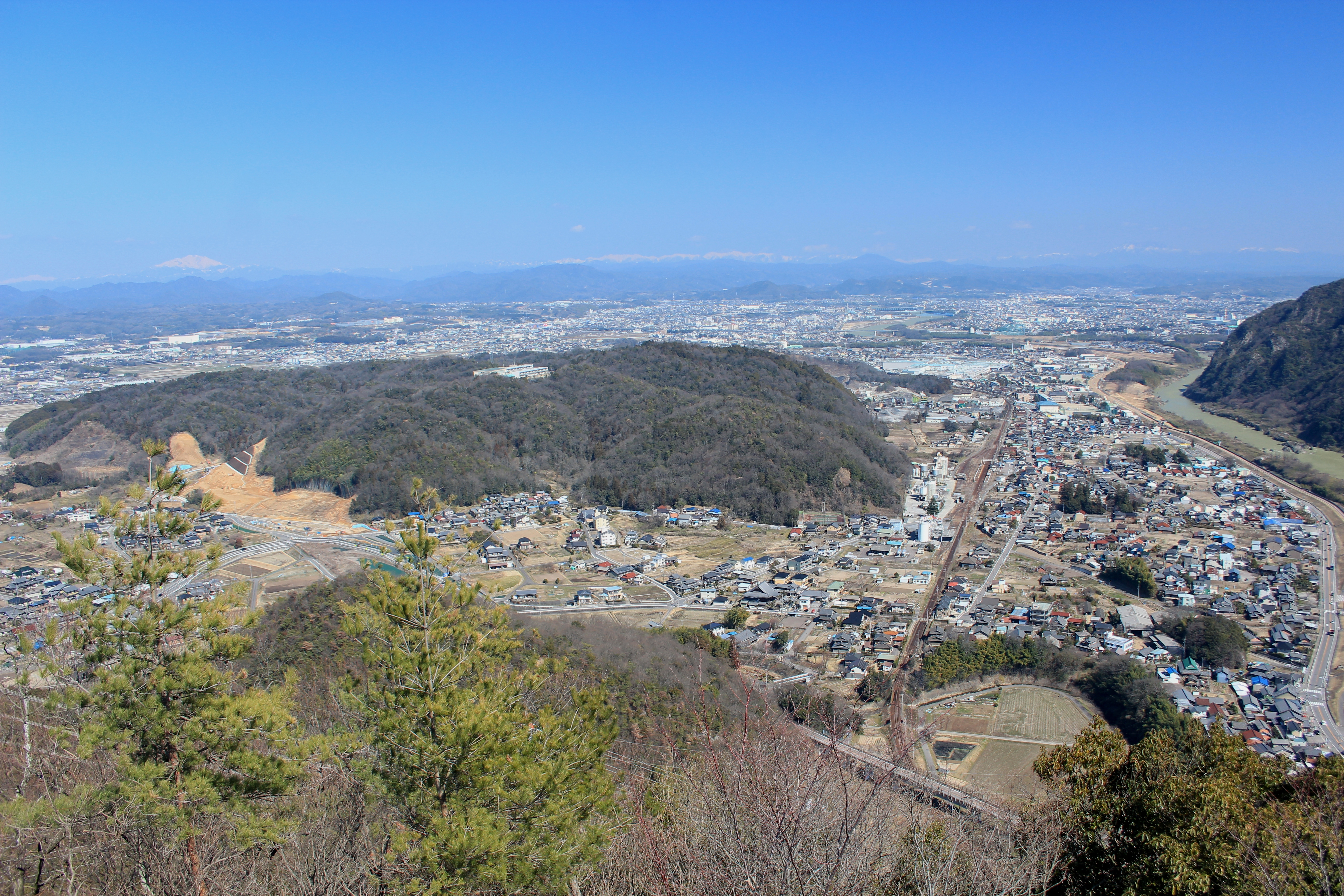
猿啄城から望む坂祝町中心部周辺

坂祝町（さかほぎちょう）は、岐阜県の中南部に位置する町。加茂郡に属する。
町名は式内社の坂祝神社に由来する。

## 地理
東西4.9キロメートル、南北4.3キロメートル、面積12.87平方キロメートル。木曽川に沿って県道207号およびJR東海高山本線が町の南部を東西に貫いている。町の中央部は郷部山丘陵が占め、これらを取り囲むように平野部が広がり、西部には、城山などの急峻な山地が連なっている。
- 山：郷部山、カナクズ山、城山、加茂山
- 河川：木曽川、迫間川、加茂川

### 隣接している自治体
- 北と東 - 美濃加茂市
- 南東 - 可児市[注釈 1]
- 南 - 愛知県犬山市[注釈 1]
- 西 - 各務原市
- 北西 - 関市

### 地名
- 大針
- 勝山
- 加茂山
- 黒岩
- 酒倉
- 酒倉深田
- 取組
- 深萱

## 歴史

### 沿革
- 1897年（明治30年）4月1日 - 大針村・勝山村・黒岩村・酒倉村・取組村・深萱村・深田村が新設合併し、坂祝村が発足。
- 1950年（昭和25年）8月10日 - 深田の一部（現在の美濃加茂市深田町）を太田町に編入。
- 1968年（昭和43年）10月1日 - 町制を施行し坂祝町となる。

### 変遷表
| 明治元年      | 明治8年 6月   | 明治12年 3月18日 郡区町村 編制法施行 | 明治22年 7月1日 町村制施行 | 明治30年 4月1日               | 昭和25年 8月10日                      | 昭和29年 4月1日            | 昭和43年 10月1日                    | 現在          |
| ------------- | ------------- | ------------------------------------ | -------------------------- | ----------------------------- | ------------------------------------- | -------------------------- | ----------------------------------- | ------------- |
| 加茂郡 酒倉村 | 加茂郡 酒倉村 | 加茂郡 酒倉村                        | 加茂郡 酒倉村              | 明治30年 4月1日 加茂郡 坂祝村 | 加茂郡 坂祝村                         | 加茂郡 坂祝村              | 昭和43年 10月1日 町制 加茂郡 坂祝町 | 加茂郡 坂祝町 |
| 加茂郡 大針村 | 加茂郡 大針村 | 加茂郡 大針村                        | 加茂郡 大針村              | 明治30年 4月1日 加茂郡 坂祝村 | 加茂郡 坂祝村                         | 加茂郡 坂祝村              | 昭和43年 10月1日 町制 加茂郡 坂祝町 | 加茂郡 坂祝町 |
| 加茂郡 黒岩村 | 加茂郡 黒岩村 | 加茂郡 黒岩村                        | 加茂郡 黒岩村              | 明治30年 4月1日 加茂郡 坂祝村 | 加茂郡 坂祝村                         | 加茂郡 坂祝村              | 昭和43年 10月1日 町制 加茂郡 坂祝町 | 加茂郡 坂祝町 |
| 加茂郡 深萱村 | 加茂郡 深萱村 | 加茂郡 深萱村                        | 加茂郡 深萱村              | 明治30年 4月1日 加茂郡 坂祝村 | 加茂郡 坂祝村                         | 加茂郡 坂祝村              | 昭和43年 10月1日 町制 加茂郡 坂祝町 | 加茂郡 坂祝町 |
| 加茂郡 勝山村 | 加茂郡 勝山村 | 加茂郡 勝山村                        | 加茂郡 勝山村              | 明治30年 4月1日 加茂郡 坂祝村 | 加茂郡 坂祝村                         | 加茂郡 坂祝村              | 昭和43年 10月1日 町制 加茂郡 坂祝町 | 加茂郡 坂祝町 |
| 加茂郡 取組村 | 加茂郡 取組村 | 加茂郡 取組村                        | 加茂郡 取組村              | 明治30年 4月1日 加茂郡 坂祝村 | 加茂郡 坂祝村                         | 加茂郡 坂祝村              | 昭和43年 10月1日 町制 加茂郡 坂祝町 | 加茂郡 坂祝町 |
| 加茂郡 深田村 | 加茂郡 深田村 | 加茂郡 深田村                        | 加茂郡 深田村              | 明治30年 4月1日 加茂郡 坂祝村 | 昭和25年 8月10日 加茂郡 太田町 に編入 | 昭和29年 4月1日 美濃加茂市 | 美濃加茂市                          | 美濃加茂市    |

## 人口
| |                                        |  |
| 坂祝町と全国の年齢別人口分布（2005年） | 坂祝町の年齢・男女別人口分布（2005年） |  |
| ■紫色 ― 坂祝町 ■緑色 ― 日本全国 | ■青色 ― 男性 ■赤色 ― 女性              |  |
| 坂祝町（に相当する地域）の人口の推移 \| 1970年（昭和45年） \| 5,393人 \| \| \| 1975年（昭和50年） \| 5,636人 \| \| \| 1980年（昭和55年） \| 6,366人 \| \| \| 1985年（昭和60年） \| 7,277人 \| \| \| 1990年（平成2年） \| 8,722人 \| \| \| 1995年（平成7年） \| 8,740人 \| \| \| 2000年（平成12年） \| 8,853人 \| \| \| 2005年（平成17年） \| 8,552人 \| \| \| 2010年（平成22年） \| 8,361人 \| \| \| 2015年（平成27年） \| 8,202人 \| \| \| 2020年（令和2年） \| 8,071人 \| \| |                                        |  |
| 総務省統計局 国勢調査より |                                        |  |
| 1970年（昭和45年） | 5,393人                                |  |
| 1975年（昭和50年） | 5,636人                                |  |
| 1980年（昭和55年） | 6,366人                                |  |
| 1985年（昭和60年） | 7,277人                                |  |
| 1990年（平成2年） | 8,722人                                |  |
| 1995年（平成7年） | 8,740人                                |  |
| 2000年（平成12年） | 8,853人                                |  |
| 2005年（平成17年） | 8,552人                                |  |
| 2010年（平成22年） | 8,361人                                |  |
| 2015年（平成27年） | 8,202人                                |  |
| 2020年（令和2年） | 8,071人                                |  |

## 行政・議会

### 町長
- 竹内丈夫（ 〜1971年4月30日）
- 小栗和郎（1971年4月29日〜1995年4月29日、6期）
- 梅田克己（1995年4月30日～2007年4月29日、3期）
- 南山宗之（2007年4月30日～2019年4月29日、3期）
- 柴山佳也 (2019年4月30日～2024年7月25日、2期)　※病気療養のため2期途中で退職[1][2]
- 吉田勇彦　※職務代理者、副町長 (2024年7月26日～8月24日)
- 伊藤敬宏※現職（2024年8月25日～）

### 町議会
- 定数：10人
- 任期：2023年4月30日 - 2027年4月29日

### 衆議院
- 選挙区：岐阜4区（高山市、美濃加茂市、可児市、飛騨市、郡上市、下呂市、加茂郡、可児郡、大野郡）
- 任期：2024年10月28日 - 2028年10月26日
- 投票日：2024年10月27日
- 当日有権者数：320,078人
- 投票率：63.91％

| 当落 | 候補者名 | 年齢 | 所属党派   | 新旧別 | 得票数    | 得票率 | 重複 |
| ---- | -------- | ---- | ---------- | ------ | --------- | ------ | ---- |
| 当   | 今井雅人 | 62   | 立憲民主党 | 元     | 114,032票 | 57.26% | ○    |
|      | 金子俊平 | 46   | 自由民主党 | 前     | 85,129票  | 42.74% | ○    |

## 友好都市
- マラネロ市
  - 2012年2月21日 友好都市提携

## 経済

### 産業

#### 工業
- 自動車
パジェロを製造する三菱自動車工業の子会社「パジェロ製造株式会社」の本社、ならびに本社工場があった。坂祝町ではこれが町税収入の1/3を占めるなど「パジェロの町」と言われており、ホームページではパジェロを特産物のひとつとして紹介しているほどであった。親会社である三菱自動車の再編問題では「パジェロ製造の廃止」が決定されたが、岐阜県と坂祝町による存続運動で廃止が撤回された経緯もあった。
しかし、三菱自動車は2020年7月に工場を閉鎖する方針を示し、2021年8月6日をもって全車種の生産を停止[3]。同年8月31日をもってすべての生産活動を終了し、工場も閉鎖された[4]。閉鎖後の工場敷地及び建物は、大王製紙に約40億円で売却されることが2022年3月に公表された[5]。
- 日本瓦
- ヤングビーナス薬品工業（入浴剤）

#### 名産物
- トマト
- 夢コロン（ヘチマ水の化粧品）
- セントポーリア（花）
- 坂祝町クリームサンド

## 施設
- 坂祝町役場
- 坂祝町中央公民館
  - 館内の図書室は美濃加茂市立図書館とシステム統合され、美濃加茂市立図書館と共通利用ができる[6]。
- 坂祝町保健センター
- 坂祝町コミュニティセンター
- 坂祝町総合福祉会館 サンライフさかほぎ
- 坂祝町郷土資料館
- 坂祝町スポーツドーム
- 坂祝町東館
- 坂祝町西館

### 教育

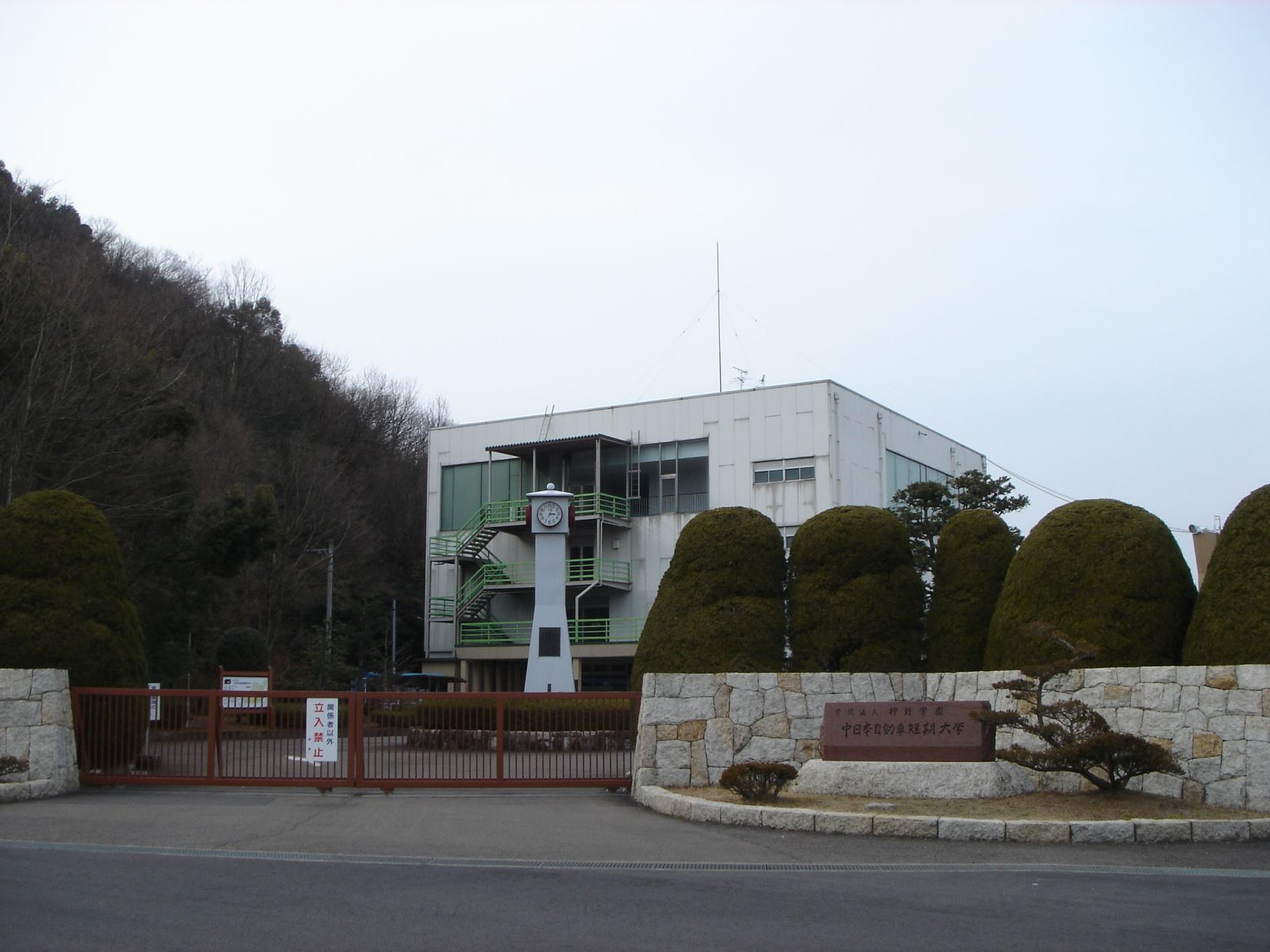
中日本自動車短期大学

#### 保育園・幼稚園
- 坂祝保育園
- 遊々保育園
- 坂祝町立坂祝幼稚園

#### 小学校
- 坂祝町立坂祝小学校

#### 中学校
- 坂祝町立坂祝中学校

#### 大学
- 中日本自動車短期大学

## 交通

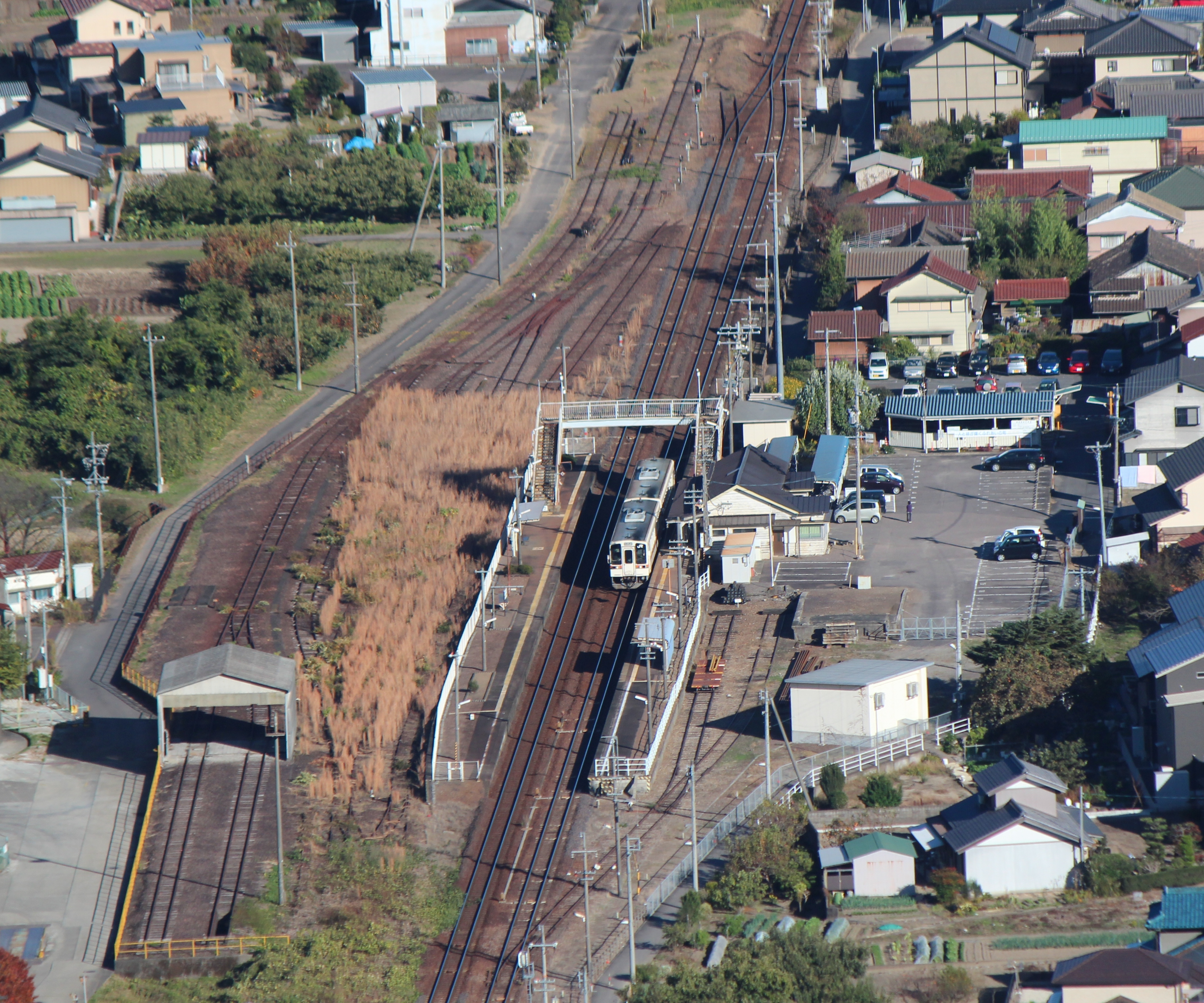
猿啄城から望む高山本線坂祝駅

### 鉄道路線
東海旅客鉄道
- 高山本線：坂祝駅

### 道路
一般国道
- 国道21号坂祝バイパス（岐阜南部横断ハイウェイ）
- 国道248号太田バイパス

一般県道
- 岐阜県道207号各務原美濃加茂線
- 岐阜県道346号富加坂祝線
- 岐阜県道367号勝山山田線

### バス
- 坂祝町コミュニティバス - 坂祝町民のみ利用可能）
- あい愛バス - あまちの森・しょうよう線がオークワ坂祝に乗り入れ

### デマンドタクシー
- 坂祝町デマンドタクシー

## 名所・旧跡・観光スポット・祭事・催事

### 祭事
- 深萱十二社神社祭り（4月の第1土曜日・日曜日）
- 岩屋観音まつり（7月中旬）
- さかほぎ祭り（7月下旬）（木曽川北岸での花火打ち上げあり）
- 町民まつり(11月中旬）

### 観光

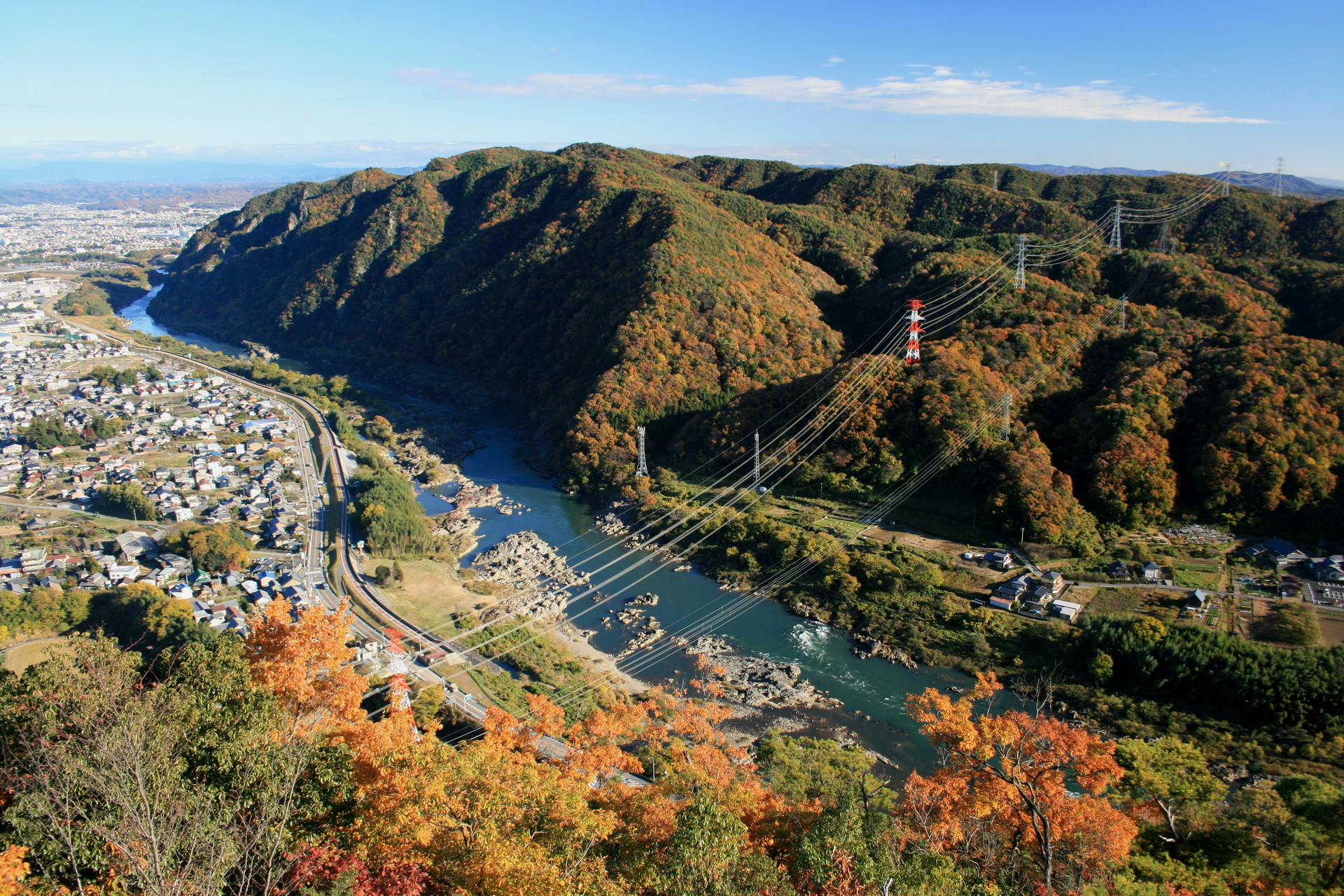
猿啄城の展望から望む日本ラインと国道21号

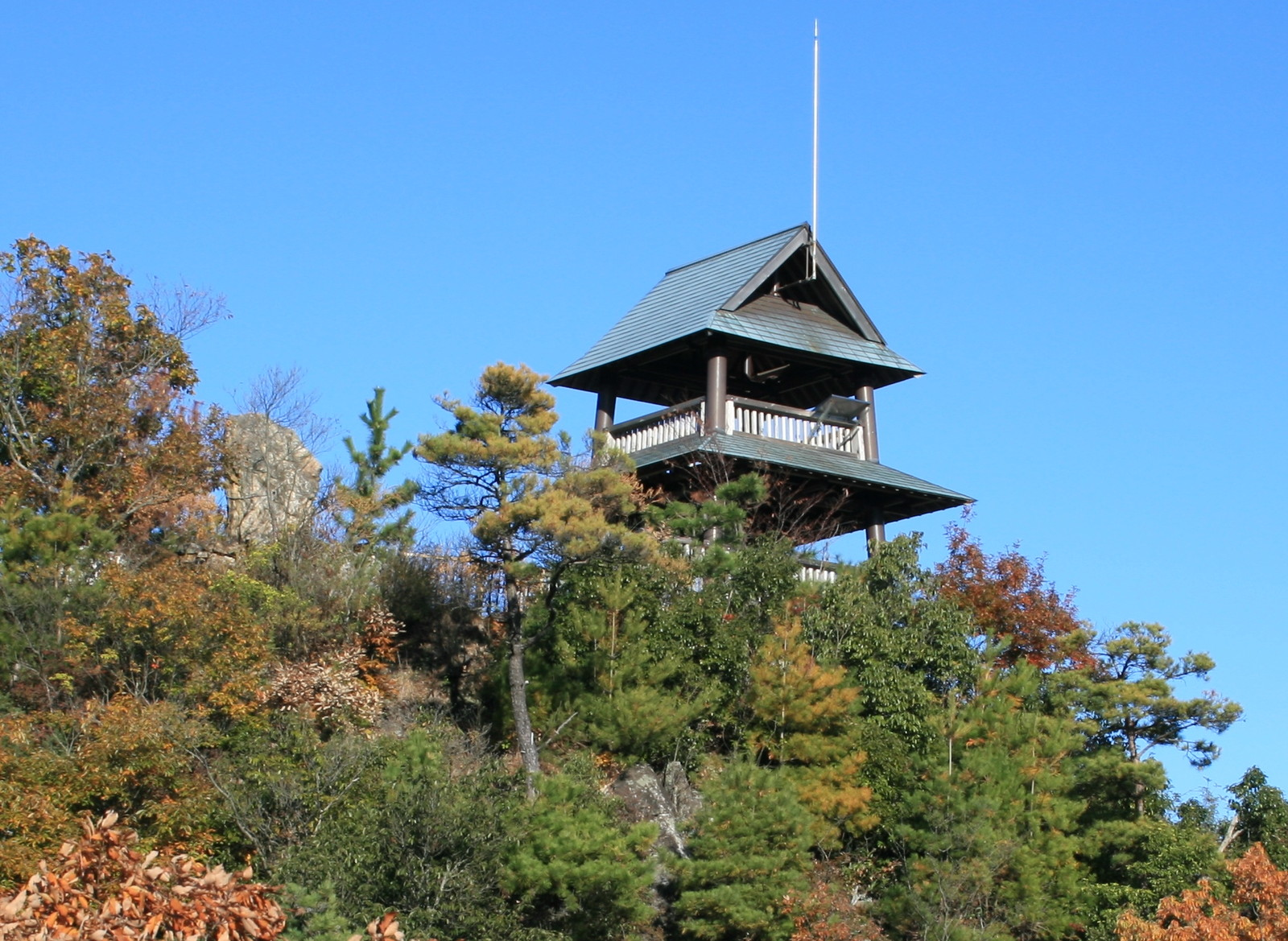
猿啄城の展望台

- 飛騨木曽川国定公園（日本ライン）
- 行幸公園
- 日本ラインロマンチック街道

### キリスト教会
- 中濃教会

### 寺・名所・旧跡
- 安楽寺
- 岩屋観音
- 猿啄城跡
- 十二社神社
- 火塚古墳
- 坂祝神社
- 長蔵寺
- 覚専寺

### マスコットキャラクター
- ほぎもん[7]

## 出身人物
- 仙石秀久（武将・大名、出石藩仙石家初代）
- 兼松煕（実業家、豊田式織機社長）
- 野中徹博（元プロ野球選手）
- 若井江利（ボート競技選手）

### 名誉町民
- 竹内丈夫 - 元・坂祝町長[8]
- 小栗和郎 - 元・坂祝町長[8]
- 岡田さと子[8]